# Wegkreuz (Bad Kissingen, Maxstraße)

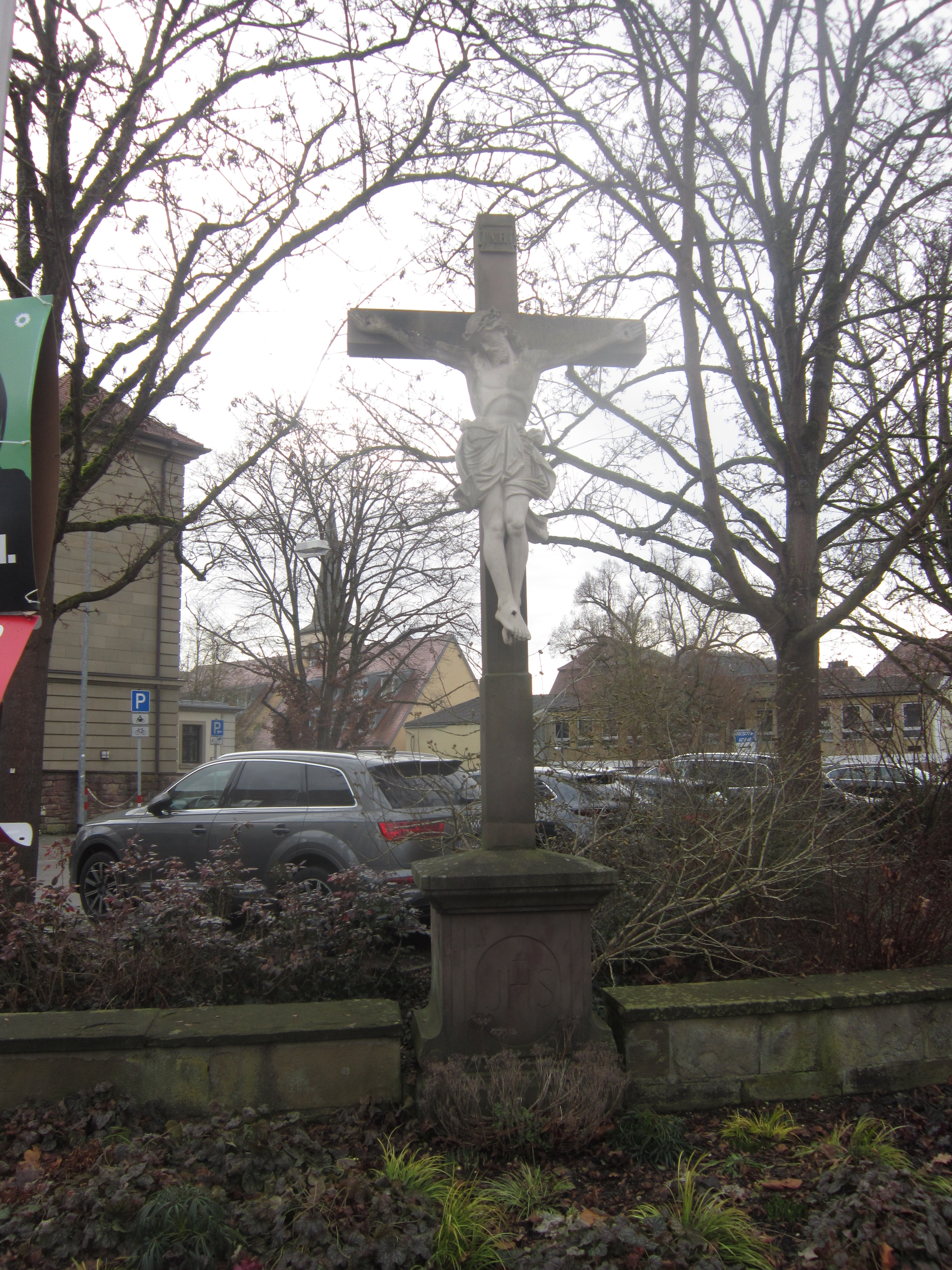
Wegkreuz, Nähe Maxstraße, Bad Kissingen

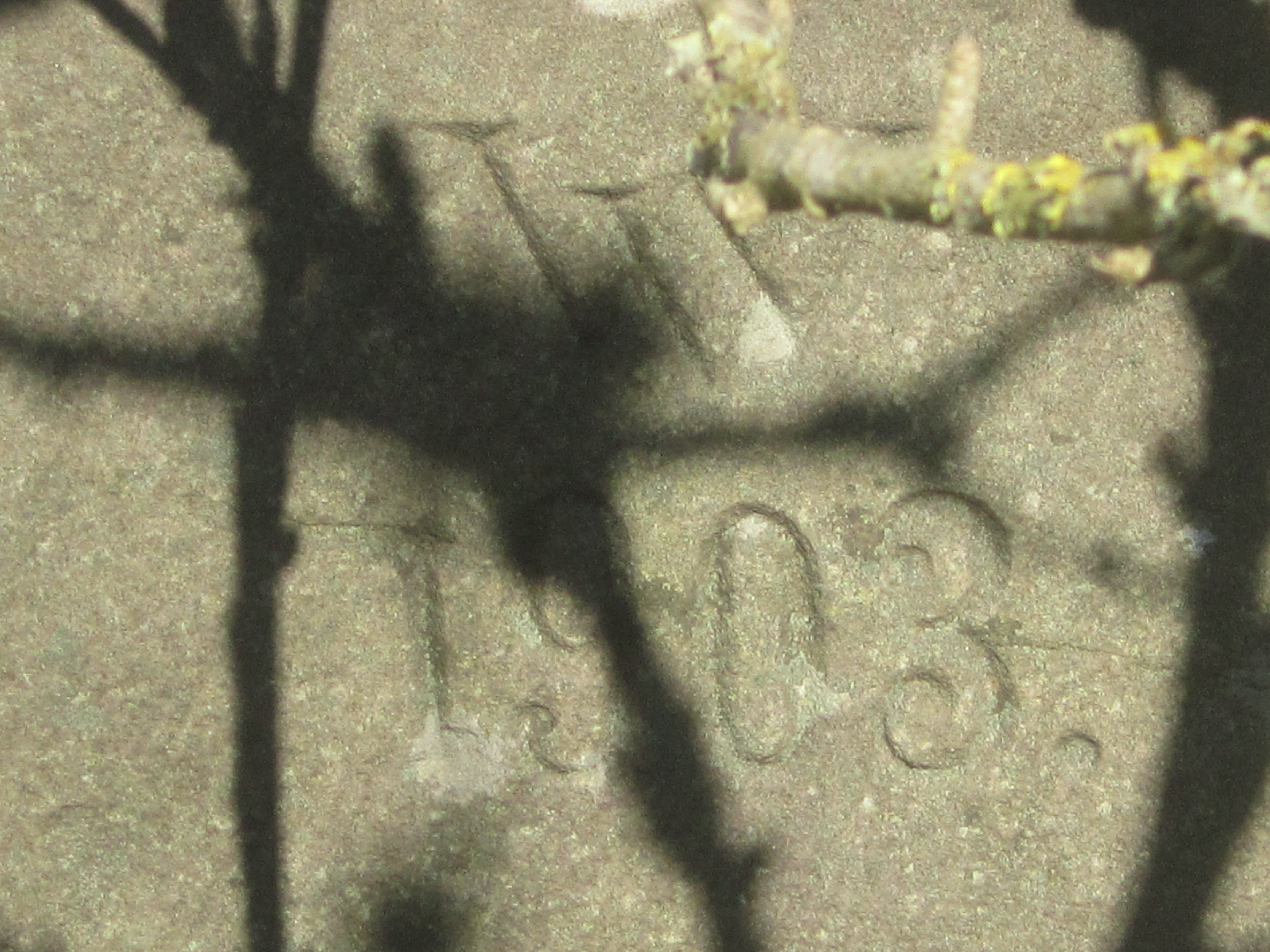
Wegkreuz (Nähe Maxstraße), Signatur

Das Wegkreuz Nähe Maxstraße befindet sich in Bad Kissingen, der Großen Kreisstadt des unterfränkischen Landkreises Bad Kissingen, in der Bad Kissinger Maxstraße. Es gehört zu den Bad Kissinger Baudenkmälern und ist unter der Nummer D-6-72-114-111 in der Bayerischen Denkmalliste registriert.

## Beschreibung
Das Kreuz besteht aus Sandstein und wurde im Jahr 1903 vom Bildhauer Valentin Weidner geschaffen.
Am 18. März 1907 berichtete die hiesige Saale-Zeitung:

„(Kirchliche Kunst.) Ein Sturmwind entwurzelte im vorigen Sommer im Turnhof der Realschule einen Baum, der im Sturze das Ecke der Salinen- und Maxstraße gestandene große Kruzifix zertrümmerte. Jetzt ist aus dem Atelier des ak. Bildhauers Herrn Weidner ein neues Sandsteinkreuz hervorgegangen, dessen Christusfigur als ganz vortrefflich gelungen bezeichnet werden muß. Das Kruzifix hat am selben Platze seine Aufstellung gefunden.“

Das Kruzifix trägt einen hellen Corpus und steht auf einem 110 cm hohen Tischsockel mit seitlichen Voluten und IHS-Monogramm. Die Abdeckplatte des Tischsockels neigt sich dachartig. Der Kreuzesstamm ist 320 cm hoch; seine untere Partie ist verstärkt. Das Christusmonogramm hat die Form eines Eisernen Kreuzes.